# Loi de Wagner (économie)
La loi de Wagner, énoncée par Adolph Wagner en 1863, prédit que la part des dépenses publiques dans le produit intérieur brut augmente tendanciellement avec le niveau de vie.

## Concept

### Découverte et formulation
Le XXe siècle voit une mutation des dépenses publiques des États modernes et une augmentation généralisée de leurs dépenses. L'économiste Adolph Wagner écrit en 1863 un ouvrage sur le budget de l'Autriche, où il utilise le terme de loi pour désigner l'augmentation des dépenses publiques de l'Autriche liée au développement de son niveau de vie. Il y écrit que « Plus généralement, l'étendue des activités de l’État a augmenté […] tandis que les populations bénéficiaient de niveaux de civilisation de plus en plus élevés, et qu'ils en demandaient toujours plus à l’État […] Ce phénomène a le caractère et l'importance d'une "loi" de l'économie politique : ce que l'on demande à l’État croît parallèlement au progrès de la population ».
Wagner développe son idée avant de l'exposer de manière plus claire et directe en 1872, dans ses Fondements de l’économie politique (Lehrbuch der politischen Ökonomie). Il y établit une loi économique reliant l'augmentation du niveau de vie et l'augmentation des dépenses publiques. Selon lui, « plus la société se civilise, plus l’État est dispendieux ».
Wagner se base sur la loi d'Engel et la modifie. Selon Ernst Engel, une augmentation des revenus d'une population conduit à une baisse relative du poids des dépenses alimentaires et donc une augmentation relative des dépenses dites d'épanouissement.
La loi de Wagner, elle, estime que l’augmentation des dépenses publiques s’explique par l’apparition de deux catégories de nouveaux besoins :
- plus l’économie se développe, plus l’État doit investir en infrastructures publiques ;
- plus le niveau de vie de la population augmente, plus celle-ci accroît sa consommation de biens dits supérieurs, comme les loisirs, la culture, l’éducation, la santé… qui sont des biens dont l'élasticité-revenu est supérieure à 1. En d’autres termes, la consommation de ces biens augmente plus vite que le revenu de la population[4].

On remarque que les biens de consommation supérieurs étant tous compris dans le secteur tertiaire, il est donc possible de considérer que l'élévation du niveau de vie, par la hausse de la demande de biens dits supérieurs, est une des causes de la tertiarisation des économies avancées au cours du XXe siècle.
Pour Wagner, l'élasticité de la dépense publique (G) par rapport au PIB (Y) serait ainsi supérieure à 1, autrement dit : {\displaystyle \varepsilon _{G/Y}={{\Delta G \over G} \over {\Delta Y \over Y}}>1}.

### Vérifications et critiques
La relation est vérifiée empiriquement par Leonard Dudley et Claude Montmarquette de l'université de Montréal en 1992 pour les pays en cours d'industrialisation. Sa validité était déjà consensuelle parmi les économistes.
Certains économistes font remarquer que la loi de Wagner ne permet pas de rendre compte de l'augmentation des dépenses publiques après la Seconde Guerre mondiale. Wagner, en effet, n'applique sa loi qu'aux pays en cours d'industrialisation, et non aux pays industrialisés ou post-industriels.
La loi de Wagner ne montre donc pas une relation linéaire, ni proportionnelle. On remarque un retrait relatif de l’État à partir des années 1990 dans les pays développés en termes de dépenses publiques. En 2022, Ryan H. Murphy montre que certains pays dérogent à la règle, à savoir des pays pauvres avec un État très important (Guinée, Venezuela...), ou des États riches avec un État faiblement important (Hong Kong, la Suisse, les États-Unis...).